# Alpha Phi
 (mai 2014).
Si vous disposez d'ouvrages ou d'articles de référence ou si vous connaissez des sites web de qualité traitant du thème abordé ici, merci de compléter l'article en donnant les références utiles à sa vérifiabilité et en les liant à la section « Notes et références ».
Le Alpha Phi est un club estudiantin des États-Unis.

## Histoire
Il regroupe des élèves féminins. Il est fondé par vingt femmes à Syracuse.

## Personnalités
- Rosemarie DeWitt, actrice
- Mildred Dunnock,actrice
- Jennifer Tisdale,productrice
- Becky Cain,politique
- Jeri Ryan,actrice
- Kimberly Williams-Paisley,actrice